# Francisco Espinosa Maestre
Francisco Espinosa Maestre (Villafranca de los Barros, Badajoz, 1954) es un historiador español, afincado en Sevilla. Ha publicado diversas obras sobre la Segunda República Española, la guerra civil española, la represión franquista y la memoria histórica.

## Biografía

### Formación
Doctor en Historia, ha realizado varios estudios sobre la Segunda República Española, la guerra civil española, la represión franquista y la memoria histórica, especialmente sobre el territorio de Andalucía y Extremadura. 
Desde 2005 forma parte del grupo del Departamento de Historia Económica de la Universidad de Sevilla, desde el que investiga la reforma agraria de la Segunda República en la provincia de Badajoz. Sobre este tema leyó su tesis doctoral en la Universidad de Sevilla el 22 de enero de 2007. La tesis la dirigió el catedrático Antonio Miguel Bernal y el tribunal lo presidió el historiador Josep Fontana.

### Memoria histórica y fosas comunes del franquismo
En 2008 fue elegido, a propuesta de las partes (los familiares de desaparecidos y las asociaciones para la recuperación de la memoria histórica denunciantes), miembro del grupo de expertos encargado de la búsqueda de fosas comunes y la identificación de las víctimas en el sumario contra los crímenes del franquismo promovido por el juez Baltasar Garzón.

#### Todos los Nombres
Espinosa Maestre desempeñó hasta 2010 la dirección científico-técnica de la iniciativa para la recuperación de la memoria histórica denominada "Todos los nombres", base de datos de represaliados por el franquismo para su consulta por internet, promovido por la Asociación Andaluza Memoria Histórica y Justicia y la Confederación General del Trabajo de Andalucía. El consejo asesor de Todos los nombres está compuesto por Josep Fontana, Reyes Mate, Paul Preston, Hilari Raguer y Nicolás Sánchez Albornoz.

#### Crítica al revisionismo histórico de la derecha española
Espinosa Maestre considera que la derecha española está llevando a cabo un proceso de blanqueo y de reescritura de la historia —entre cuyas obras está el libro de Pío Moa Franco, un balance histórico— para poder reivindicarse sin remordimientos por su pasado franquista. Para Francisco Espinosa el éxito editorial y mediático de este proyecto revisionista se debe fundamentalmente a la forma en que se realizó la transición española, que permitió el reciclaje de las élites del franquismo.
Biblioteca de la Memoria Histórica "Francisco Espinosa Maestre"
En enero de 2022 se anunció el inicio de la catalogación de la biblioteca y el fondo documental sobre la II República y la represión franquista de Francisco Espinosa a cargo de la Asociación para la Recuperación de la Memoria Histórica "José González Barrero" de Zafra. Esta actuación, cofinanciada por el Ministerio de la Presidencia y otras instituciones, se anunció como un primer paso para la creación de una biblioteca pública con estos fondos, que -por voluntad del historiador- acabarán depositados en uno de los municipios extremeños de la ruta que siguió la llamada "columna de la muerte" en agosto de 1936.

## Obra de Francisco Espinosa

### Libros
Como autor único
- 1996 - La Guerra Civil en Huelva, Diputación Provincial de Huelva, Huelva, ISBN 978-84-8163-387-0
- 2000 - La Justicia de Queipo: Violencia selectiva y terror fascista en la II División en 1936. Sevilla, Huelva, Cádiz, Córdoba, Málaga y Badajoz.. Montilla (Córdoba. Bibliofilia Montillana, Cofradía de la Viña y el Vino, 2000. ISBN 84-95197-18-9), reeditado en 2005 por Editorial Crítica
- 2003 - La columna de la muerte. El avance del ejército franquista de Sevilla a Badajoz. Crítica, Barcelona, ISBN 84-8432-431-1
- 2005 - El fenómeno revisionista o los fantasmas de la derecha española, Del Oeste Ediciones, Badajoz, ISBN 978-84-88956-68-2
- 2006 - Contra el olvido. Historia y memoria de la guerra civil, Crítica, Barcelona, ISBN 978-84-8432-794-3
- 2007 - La primavera del Frente Popular. Los campesinos de Badajoz y el origen de la guerra civil (marzo-julio de 1936), Crítica, Barcelona, ISBN 978-84-8432-943-5
- 2009 - Callar al mensajero. La represión franquista. Entre la libertad de información y el derecho al honor, Ediciones Península, ISBN 978-84-8307-889-1[9]
- 2011 - Masacre. La represión franquista en Villafranca de los Barros (1936-1945), Aconcagua Libros, Sevilla, ISBN 978-84-96178-43-4
- 2012 - Guerra y represión en el sur de España. Entre la historia y la memoria, PUV Universitat de Valencia, ISBN 978-84-370-8977-5
- 2012 - Contra la República. Los "sucesos de Almonte" de 1932, Aconcagua Libros, Sevilla, ISBN 978-84-96178-90-8
- 2015 - Lucha de historias, lucha de memorias. España, 2002-2015, Aconcagua Libros, Sevilla, ISBN 978-84-943237-2-0
- 2021 - Por la sagrada causa nacional. Historia de un tiempo oscuro, Crítica, Barcelona, ISBN 978-84-919923-2-5
- 2023 - 1936. La columna camino de Madrid. Yagüe,  Varela y las "Normas" del padre Huidobro, La Moderna, Guijuelo, Cáceres, ISBN 978-84-126930-3-4

Obras colectivas
- 1990 - Sevilla, 1936: Sublevación fascista y represión (En colaboración con Alfonso Braojos y Leandro Álvarez Rey)
- 1995 - El oficio de vivir (Villafranca de los Barros, 1865-1977) (En colaboración con Manuel Pinilla Giraldo)
- 2001 - Miguel Domínguez Soler: Ayamonte, 1936. Diario de un fugitivo (Miguel Domínguez Soler, en colaboración con Manuel Ruiz Romero)
- 2002 - Morir, matar, sobrevivir: La violencia en la dictadura de Franco (Coordinado por Julián Casanova)
- 2010 - Violencia roja y azul. España, 1936-1950, Editorial Crítica (Editor Francisco Espinosa)
- 2014 - Por la religión y la patria. La Iglesia y el golpe militar de julio de 1936, Editorial Crítica (En colaboración con José María García Márquez)
- 2020 - El día que se levantó Extremadura, Atrapasueños, ISBN 978-84-121993-2-1
- 2022 - Castigar a los rojos: Acedo Colunga, el gran arquitecto de la represión franquista, Editorial Crítica, ISBN 978-84-9199-424-4

### Artículos
Espinosa Maestre ha publicado numerosos artículos en revistas, entre ellos, se pueden consultar -el resumen o a texto completo-los siguientes:
- 2009 - Sobre la represión franquista en el País Vasco, Historia social, ISSN 0214-2570, N.º 63, 2009, pags. 58-76.
- 2007 - Otero Seco, un periodista extremeño en el olvido, (con Miguel Ángel Lama Hernández), VIII Congreso de Extudios Extremeños: Libro de actas / coord. por Faustino Hermoso Ruiz, 2007, ISBN 978-84-690-7115-1, pags. 1933-1951
- 2007 - Sobre la represión en Extremadura y Andalucía: Entre la historia y la propaganda, Temas para el debate, ISSN 1134-6574, N.º. 147 (feb.), 2007 (Ejemplar dedicado a: Manipulaciones de la historia) , pags. 47-49.
- 2006 - La memoria de la represión y la lucha por su reconocimiento (En torno a la creación de la Comisión Interministerial), Hispania Nova: Revista de historia contemporánea, ISSN 1138-7319, N.º. 6, 2006
- 2005 - Agosto 1936: terror y propaganda. Los orígenes de la Causa General, Pasado y memoria: Revista de historia contemporánea, ISSN 1579-3311, N.º. 4, 2005 (Ejemplar dedicado a: Represión y violencia (1936-1945)), pags. 15-26